# كارل جيفرسون
كارل جيفرسون (بالإنجليزية: Carl Jefferson)‏ هو منتج أسطوانات وملحن أمريكي، ولد في 10 ديسمبر 1919 في ألاميدا في الولايات المتحدة، وتوفي في 29 مارس 1995 في ست. هيلينا في الولايات المتحدة.

## وصلات خارجية
- كارل جيفرسون على موقع ميوزك برينز (الإنجليزية)
- كارل جيفرسون على موقع أول ميوزيك (الإنجليزية)
- كارل جيفرسون على موقع ديسكوغز (الإنجليزية)